# Чудовищный эксперимент
Чудовищный эксперимент (англ. Monster study) — экспериментальное исследование влияния оценочных суждений на беглость речи у детей, проведенное в Университете Айовы (США) в 1939 году. Было выполнено Мэри Тюдор под руководством Уэнделла Джонсона и при участии С. Оберманна. Данный эксперимент приобрел популярность и свое название в связи с тем, что у здоровых детей-участников намеренно были выработаны нарушения речи, сохранившиеся у них после окончания исследования.

## Предыстория
Несмотря на укоренение физиологических парадигм в области патологий речи (заикания), Уэнделл Джонсон, основываясь на личном опыте, предполагал, что у полностью здоровых детей можно спровоцировать развитие заикания.

## Исследование
Исследователи отобрали 22 ребёнка из Сиротского Приюта в Давенпорте для основной части эксперимента. Одну группу участников в процессе обучения всячески поощряли и хвалили за их способности к чтению и речи. Что же касается второй группы, их речь всячески высмеивалась и подвергалась жёсткой критике. В результате, у части здоровых детей из экспериментальной группы развилась сильная неуверенность в речи и  признаки заикания. После окончания эксперимента заикание не сохранилось, однако дети остались застенчивыми и разговаривали с неохотой .

## Последствия
После прекращения эксперимента Мэри Тюдор три раза возвращалась в приют, предпринимая попытки восстановить речь и самоуверенность пострадавших детей.
17 августа 2007 года 6 участников эксперимента получили компенсацию от штата Айова в размере $925,000 .